# Азово (Омська область)
Азово (рос. Азово) — село у Азовському німецькому національному районі Омської області Російської Федерації.
Належить до муніципального утворення Азовське сільське поселення. Населення становить 5997 осіб.

## Історія
Згідно із законом від 30 липня 2004 року органом місцевого самоврядування є Азовське сільське поселення.

## Населення
| 1926 | 1939  | 1959  | 2002  | 2010  |
| ---- | ----- | ----- | ----- | ----- |
| 980  | ↗1217 | ↗2239 | ↗5376 | ↗5997 |

Більшість населення є германомовним, також, більшу частину населення займають нащадки німецьких переселенців[джерело?].